# Erich Naumann
Pour les articles homonymes, voir Naumann.
Erich Naumann est un policier allemand, membre de la SS, notamment des Einzatzgruppen, né le 29 avril 1905 à Meissen (Saxe) et mort exécuté le 7 juin 1951 dans la prison de Landsberg am Lech (Bavière).
Il a atteint le grade de SS-Brigadeführer und Generalmajor der Polizei, a été SD-Oberabschnittsführer, de novembre 1941 à mars 1943 chef de l'Einsatzgruppe B, l'un des commandos mobiles de tuerie responsable d'exécutions de masse dans le sillage de l'armée sur la partie centrale du front de l'Est.
Il a été jugé à Nuremberg dans le cadre du procès des Einzatzgruppen, condamné à mort en 1948 puis exécuté trois ans plus tard.

## Biographie
Naumann adhère au NSDAP en 1929. D'abord dans la SA, il intègre la SS après la nuit des Longs Couteaux (début de l'été 1934). À partir de 1935, il devient cadre permanent dans la SS. La même année, il commence sa collaboration dans le SD : il devient chef du département au bureau III. Son prédécesseur y était Heinz Jost. Après diverses affectations, Naumann est nommé inspecteur de la Sicherheitspolizei (Sipo) et du SD à Nuremberg.
En septembre 1939, au cours de la campagne de Pologne, Naumann, dans le cadre de l'opération Tannenberg, prend le commandement de l'Einsatzgruppe VI. La mission des Einsatzgruppen est définie comme suit : « le combat contre tous les éléments hostiles au Reich en arrière des troupes combattantes » ; comme conséquence, ils sont chargés de l'extermination complète de la résistance polonaise.
Après le déclenchement de l'opération Barbarossa, en novembre 1941, Naumann est nommé commandant de l'Einsatzgruppe B succédant ainsi à son collègue Arthur Nebe : ce commando mobile de tuerie opère sur la partie centrale du front de l'Est (Biélorussie). En novembre 1941, il adresse un rapport à Adolf Eichmann dans lequel il confirme qu'il est responsable de l'exécution de 17 256 personnes à Smolensk ; il y mentionne en outre que son unité utilise trois camions à gaz.
Les exécutions de Juifs et de Tziganes font plus de 3 500 victimes au cours du mois de mars 1942. En décembre 1942, Naumann transmet à Berlin un bilan global de 134 298 exécutions.

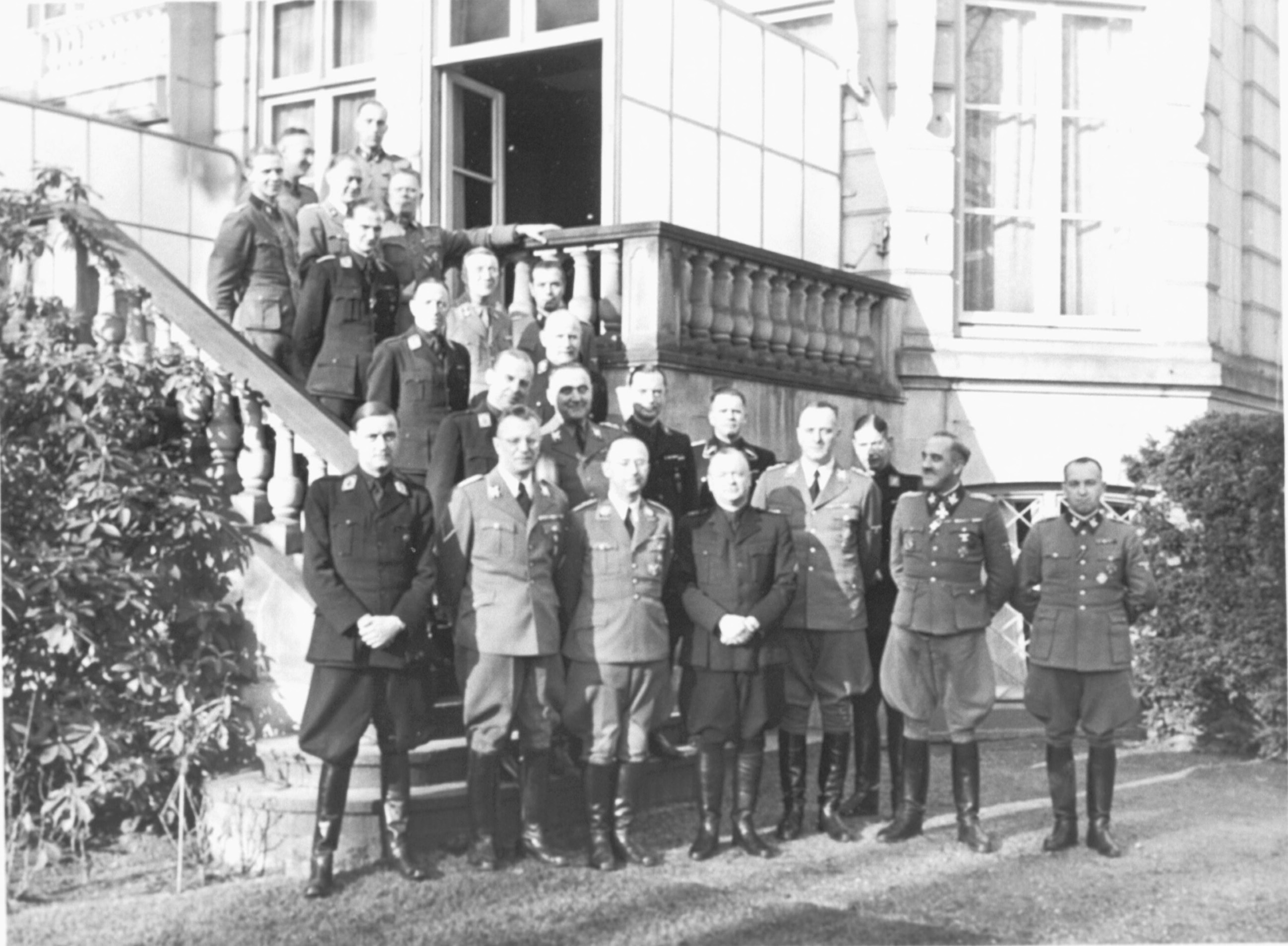
Visite de Himmler à La Haye le 31 janvier 1944. Au premier rang, de gauche à droite : le 2e est Arthur Seyss-Inquart, commissaire du Reich ; le 3e est Himmler ; Naumann est à l'extrême droite.

De septembre 1943 à juillet 1944, il est affecté aux Pays-Bas où il exerce la responsabilité de Befehlshaber der SiPo und des SD (BdS ; en français : chef de la Sipo et du SD), autrement dit représentant du RSHA pour le pays en question, directement rattaché au commissaire du Reich.
Il est ensuite inspecteur de la Sipo et du SD pour le district XIII (Nuremberg), et ce jusqu’à la fin de la guerre.

## Après 1945

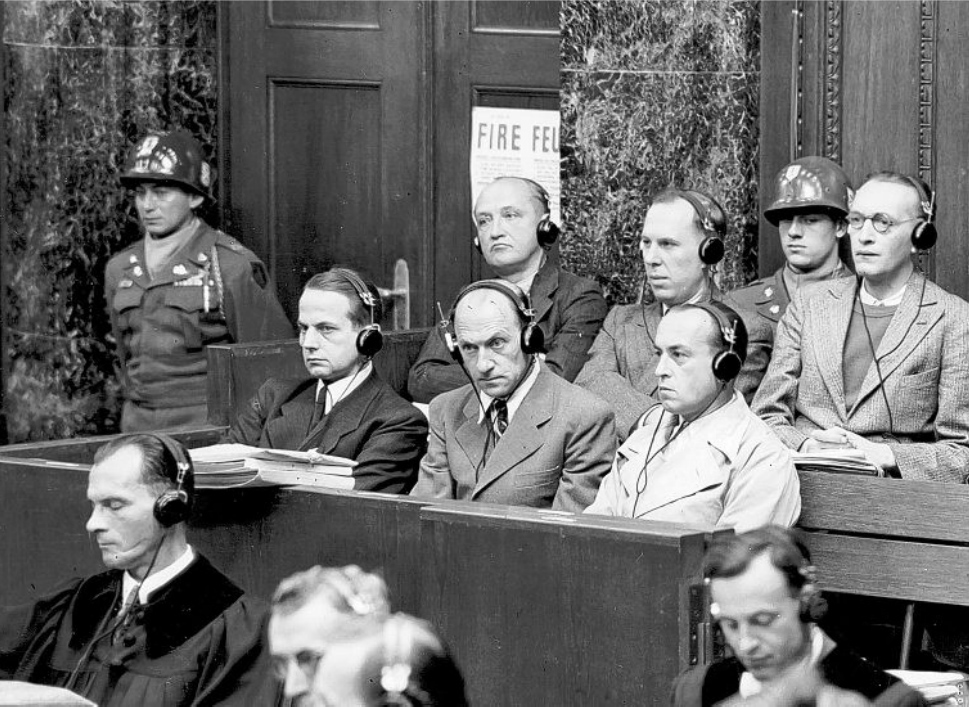
Procès des Einsatzgruppen, de gauche à droite au 1er rang : Ohlendorf, Jost et Naumann.

À la fin de la guerre, Erich Neumann est arrêté et détenu dans un camp allié pour un court moment, sous un faux nom. Après sa libération, il travaille comme ouvrier agricole mais on le retrouve, l'interroge et l'arrête en avril 1947. Il est ensuite inculpé lors du procès des Einsatzgruppen à Nuremberg et condamné à mort par pendaison le 10 avril 1948.
Le 9 janvier 1951, une délégation du Bundestag, comprenant notamment son président Hermann Ehlers (de) (CDU) et un vice-président Carlo Schmid (SPD), se rend auprès du haut-commissaire américain John McCloy, dans le but de demander sa grâce, ainsi que celle des autres condamnés du procès. Cette tentative reste vaine.
Il est finalement pendu le 7 juin 1951 en même temps qu'Oswald Pohl, Otto Ohlendorf, Paul Blobel et Werner Braune dans la prison de Landsberg.
Cinquante ans après l’exécution, peu avant le 7 juin 2001, la direction de la prison de Landsberg remet en état les croix tombales du cimetière de Spöttinger, les recouvre d’une protection en cuivre et les fleurit uniformément. En 2003, à la suite de protestations, le cimetière est réaménagé et les plaques sont retirées des croix tombales.